# Tossal de les Tenalles (jaciment ibèric)
El Tossal de les Tenalles és un jaciment ibèric que es troba al municipi de Sidamon, a la comarca del Pla d'Urgell. Les primeres ocupacions d'aquest poblat estan datades de l'Edat del Bronze final III (segles IX-VII ane), i va estar habitat ininterrompudament fins al segle II ane, poc després de la Segona Guerra Púnica.
És un tossal de forma allargassada totalment envoltat de conreus. Actualment la part més occidental del cim es troba delimitada per una tanca posada l'any 1987.

## Localització geogràfica
El poblat del Tossal de les Tenalles està situat al cim d'un dels esperons de l’extrem nord-oest de La Serra, a uns 300 metres al nord-est del jaciment de la Carrerada (Sidamon-Torregrossa; habitat durant el Grup Segre-Cinca II, entre els segles XIII i X cal. ane). Es troba a 284-285 metres sobre el nivell del mar, a uns 35-50 metres per sobre de les terres baixes més properes. Per l’est i l’oest, el tossal queda delimitat per dues fondalades creades per les pluges torrencials; al nord s’obre una extensa plana sobre la qual té un gran control visual, i el sud-est és l’únic punt d’accés fàcil a la plataforma superior, després de creuar dues clotades d’uns 2-3 metres de desnivell. A 2 km a l’oest discorre la riera de Pelagalls, ben visible des del jaciment.
La plataforma superior del tossal on s'assenta el jaciment és allargassada i presenta dues cotes altes a ambdós extrems, a ponent i a llevant, amb un lleuger desnivell al centre. A grans trets, les dimensions actuals de l'elevació occidental són d'uns 70 metres de llarg per uns 20 metres d'amplitud màxima.
S'hi accedeix des del nucli urbà de Sidamon. Des de la carretera N-II es pren el carrer de la Font en direcció sud. A uns 350 m, a l'encreuament ortogonal, l carrer es converteix en el camí de les Graveres seguint la mateixa direcció. Es continua al llarg del mateix camí, i al cap de 560 m s'agafa una desviació a mà dreta, en direcció sud. A la bifurcació del camí a 80 metres, s'agafa el camí a mà dreta, en direcció sud-oest. Seguint aquest mateix camí durant uns 840 m s'arriba al jaciment.

## Evolució cronològica

### Edat del Bronze final
A l'extremitat septentrional del sector occidental del tossal es va documentar l'horitzó més antic, al qual s'atribueixen uns murs que delimitaven, almenys dos àmbits diferents, un sòl d'ús i un enterrament infantil. Aquesta primera fase, en funció de les troballes ceràmiques, va ser adscrita a l'època del bronze recent, i circumscrita, de manera hipotètica, als segles IX i VIII ane.

### Primera Edat del Ferro
Per sobre dels nivells de l'Edat del Bronze final es va documentar una estratigrafia ja plenament atribuïble a l'horitzó cultural dels Camps d'Urnes de l'Edat del Ferro, a la qual pertany, també, una habitació quadrangular localitzada al centre de l'àrea d'excavació.
La cronologia de la construcció de la cisterna no es pot definir amb exactitud; tanmateix, algunes consideracions a propòsit de la disposició espacial de les estructures suggeririen una datació anàloga a l'habitació quadrangular. A partir d'un moment comprés entre la segona meitat del segle VII ane i la primera meitat del segle VI ane, la cisterna va patir una sèrie de modificacions que van canviar-ne la fisonomia.

### Ibèric antic
La transició entre la Primera Edat del Ferro i l'Ibèric antic, al voltant del segle VI ane, va coincidir al Tossal de les Tenalles amb l'amortització definitiva de la cisterna, a les últimes fases de la cultura dels Camps d'Urnes. Al llarg d'aquest interval, també s'assisteix a l'evolució dels àmbits circumstants la cisterna, amb una nova pavimentació.

### Ibèric ple
En època ibèrica plena, es va produir una remodelació profunda d'aquest sector, amb la desaparició de les estructures anteriors i l'aixecament de noves.
Les estructures relatives al període ibèric ple, possiblement també aquelles exhumades en 1915, encara esperen una divulgació adequada. Tanmateix, la intensitat d'ocupació d'aquesta fase queda reflectida en les abundoses troballes de material moble que van ser, sovint, objecte d'atenció per part de la historiografia. Algunes de les estructures excavades en 1915 van ser interpretades com a habitacions, i altres com a petits graners. La tècnica constructiva comprenia mur aixecats completament amb pedra escairada i altres on aquesta última només formava el sòcol de murs de tàpia; puntualment, es van observar revestiments interiors de guix.

### Ibèric final
En funció, sobretot, dels estudis ceramològics, el final de l'ocupació del Tossal de les Tenalles se situa al segle ii aC, en el context de la romanització de Catalunya.

## Història de la recerca[12]
El nom actual del tossal és degut a les labors agrícoles que es realitzaren a finals del segle xix. En abancalar les vessants del tossal per plantar-hi oliveres i ametllers, van sortir a la llum abundants materials arqueològics: parets, molins i sobretot ceràmiques. L'escampadissa d'una gran quantitat de fragments ceràmics (popularment coneguts com a tenalles) van determinar el nom de l'indret, arraconant l'antic nom de Tossal Rodó pel que té actualment. A més, des d'aquell moment el tossal va esdevindre una font de materials per a les construccions que es feien a Sidamon.
Les primeres dades arqueològiques del poblat provenen de l'excavació que Josep Colomines i Agustí Duran van realitzar dins del pla d'investigació que l'Institut d'Estudis Catalans va endegà a diversos jaciments arqueològics de la plana d'Urgell. Durant la primavera i l'estiu de 1915 es va dur a terme la primera campanya d'excavacions al jaciment, que va permetre confirmar l'existència d'un assentament ibèric i delinear-ne algunes característiques principals. Es va detectar una sèrie d'estructures i una ingent quantitat de material moble, sobre el qual es va centrar l'atenció principal dels excavadors: indústria lítica, objectes de fusta, objectes metàl·lics i vaixella de ceràmica a mà i a torn. L'estudi i la publicació de part d'aquest material va permetre establir la importància que tenia el jaciment en el context de la investigació de l'iberisme a les Terres de Ponent. Tanmateix, el fet que les excavacions s'haguessin dut a terme sense metodologia estratigràfica i que els estudis ceramològics s'anessin actualitzant en l'àmbit europeu, va determinar que el conjunt de material moble excavat en aquesta primera ocasió fos objecte de successives matisacions i reinterpretacions.
El volum II del Corpus Vasorum, gairebé íntegrament dedicat als materials del Tossal de les Tenalles, inicia una sèrie de publicacions de l'estudi de conjunts ceràmics del jaciments: les ceràmiques de vernís negre, les ceràmiques ibèriques pintades i les ceràmiques de vernís roig ilerget, entre d'altres. De les conclusions d'aquests treballs se n'extreu que el poblat té un període de pervivència que oscil·la entre mitjans del segle IV ane i els inicis del segle I ane.
Els treballs d'excavació van quedar aturats fins que al 1970 es van produir una sèrie d'excavacions incontrolades per part d'aficionats, amb l'únic objectiu de recuperar material inèdit, per tota la plataforma superior del tossal mitjançant una sèrie de rases que arribaven als 3 metres de profunditat i que encara són visibles a l'actualitat.
Els anys 1978-1981 es va dur a terme la recollida del material moble procedent dels munts de terra d'aquelles excavacions. L'any 1982 es va procedir a l'obertura d'una primera cala estratigràfica i a partir d'aquest moment, les campanyes anuals d'excavació van tenir un ritme força constant fins a l'any 1989 (amb l'excepció de l'any 1987), i van proporcionar una gran part de les dades sobre les quals es fonamenten les interpretacions actuals. S'amplià la documentació de les estructures que formaven el poblat, entre les quals destaca una gran cisterna oval, retallada a la roca i folrada en pedra, i es va establir una evolució de l'assentament des del punt de vista estructural. Les campanyes arqueològiques dels anys 1982-1989 van estar dirigides per en Ramon Ten Carné, en Jordi Pérez Conill i l'Elisabet Sorribes, entre d'altres.
A l'espera d'un estudi global que reuneixi i homologui els resultats de la llarga trajectòria d'intervencions al tossal, el sector de la cisterna i dels seu voltants immediats constitueix, al dia d'avui, un dels pocs que han gaudit d'una divulgació completa. Pot ser agafat, per tant, per exemplificar l'evolució diacrònica de les fases més antigues del poblament. Al seu torn, el Tossal de les Tenalles és un dels jaciments referents per l'estudi dels ilergets, i dels que ha aportat major quantitat i varietat de materials arqueològics.
El 2003 es va iniciar el projecte "90 anys d'excavacions al Tossal de les Tenalles de Sidamon", gràcies al qual un equip d'especialistes està procedint a la recuperació, ordenació i estudi de les nombroses i disperses dades, documentals i materials, procedents d'aquest indret, amb l'objectiu de posar a disposició de la comunitat científica un compendi exhaustiu del Tossal de les Tenalles.
L'any 2016, en ocasió d'una visita realitzada per a l'actualització de l'Inventari del Patrimoni Arqueològic de Catalunya, s'observa que entre les restes excavades, que es conserven a cel obert en un sector envoltat per una tanca metàl·lica, creix abundant vegetació de matolls. Per tot el tossal s'observa abundantíssima ceràmica ibèrica en superfície. En alguns sectors dels vessants aterrassats del tossal s'observen també algunes acumulació de pedres d'origen antròpic, d'època indeterminada.

## Els Amics del Tossal de les Tenalles[40]
L'any 2017 es va crear l'associació Els Amics del Tossal de les Tenalles, per donar a conèixer el jaciment entre els veïns de Sidamon i promoure'n la recerca arqueològica i divulgar els seus resultats, dirigida pel Dr. Ignasi Garcés (UB).
Anualment, des del 2018 se celebra la Jornada dels Amics del Tossal de les Tenalles, amb diverses xerrades i tallers divulgatius, en el marc de la Festa Major de Sidamon, al mes d'agost.
A més, han incentivat la recollida de materials donats pels veïns, i han creat una petita exposició permanent de ceràmica, materials lítics, fotografies i dibuixos, a la Sala d'Actes de l'Ajuntament de Sidamon.